# Tropidarnis tectigera
Tropidarnis tectigera är en insektsart som beskrevs av Fowler. Tropidarnis tectigera ingår i släktet Tropidarnis och familjen hornstritar. Inga underarter finns listade i Catalogue of Life.